# Olmeto
Olmeto est une commune française située dans la circonscription départementale de la Corse-du-Sud et le territoire de la collectivité de  Corse. Elle appartient à l'ancienne piève de Vallinco dont elle était le chef-lieu.

## Géographie

### Localisation
Olmeto se situe en France, entre Filitosa et Propriano.

### Géologie et relief
Olmeto culmine à 360 mètres d'altitude entre mer et montagne. Accroché à la montagne, Olmeto offre un panorama sur la piève de Viggiano, tant à partir de la route que du village. Le territoire de la commune s'étend jusqu'à la mer et dispose d'une plage qui touche Porto-Pollo.

### Sismicité
La commune se trouve dans une zone de sismicité très faible.

### Hydrographie et les eaux souterraines
La commune dispose de plusieurs sources : cinq sources captées dans la zone de Morellicia-Capanaccia et Occhiu Bianchu et de trois sources captées dans le secteur Bugnoli à l'ouest du village.
Elle dispose aussi de stations d’épuration : sur la rive gauche du fleuve, la STEP d’Olmeto (population estivale estimée à environ 1 000 à 1 500 personnes) rejette dans le fleuve avant l’embouchure

### Climat
Climat classé Csb dans la classification de Köppen et Geiger.

### Voies de communications et transports

#### Voies routières
- Accès par la D 257, T 40.

#### Transports en commun
- Bus : Ajaccio - Bicchisano - Sartène - Zonza - Bavella[4].
- Transports routiers interurbains[5].

### Intercommunalité
Commune membre de la Communauté de communes du Sartenais - Valinco.

## Urbanisme

### Typologie
Au 1er janvier 2024, Olmeto est catégorisée commune rurale à habitat dispersé, selon la nouvelle grille communale de densité à sept niveaux définie par l'Insee en 2022.
Elle est située hors unité urbaine. Par ailleurs la commune fait partie de l'aire d'attraction de Propriano, dont elle est une commune de la couronne,. Cette aire, qui regroupe 13 communes, est catégorisée dans les aires de moins de 50 000 habitants,.
La commune, bordée par la mer Méditerranée, est également une commune littorale au sens de la loi du 3 janvier 1986, dite loi littoral. Des dispositions spécifiques d’urbanisme s’y appliquent dès lors afin de préserver les espaces naturels, les sites, les paysages et l’équilibre écologique du littoral, tel le principe d'inconstructibilité, en dehors des espaces urbanisés, sur la bande littorale des 100 mètres, ou plus si le plan local d’urbanisme le prévoit.

### Occupation des sols
L'occupation des sols de la commune, telle qu'elle ressort de la base de données européenne d’occupation biophysique des sols Corine Land Cover (CLC), est marquée par l'importance des forêts et milieux semi-naturels (75,3 % en 2018), une proportion identique à celle de 1990 (74,6 %). La répartition détaillée en 2018 est la suivante : 
forêts (40,1 %), milieux à végétation arbustive et/ou herbacée (32,6 %), zones agricoles hétérogènes (10,7 %), prairies (8,6 %), zones urbanisées (5,1 %), espaces ouverts, sans ou avec peu de végétation (2,6 %), cultures permanentes (0,3 %). L'évolution de l’occupation des sols de la commune et de ses infrastructures peut être observée sur les différentes représentations cartographiques du territoire : la carte de Cassini (XVIIIe siècle), la carte d'état-major (1820-1866) et les cartes ou photos aériennes de l'IGN pour la période actuelle (1950 à aujourd'hui).

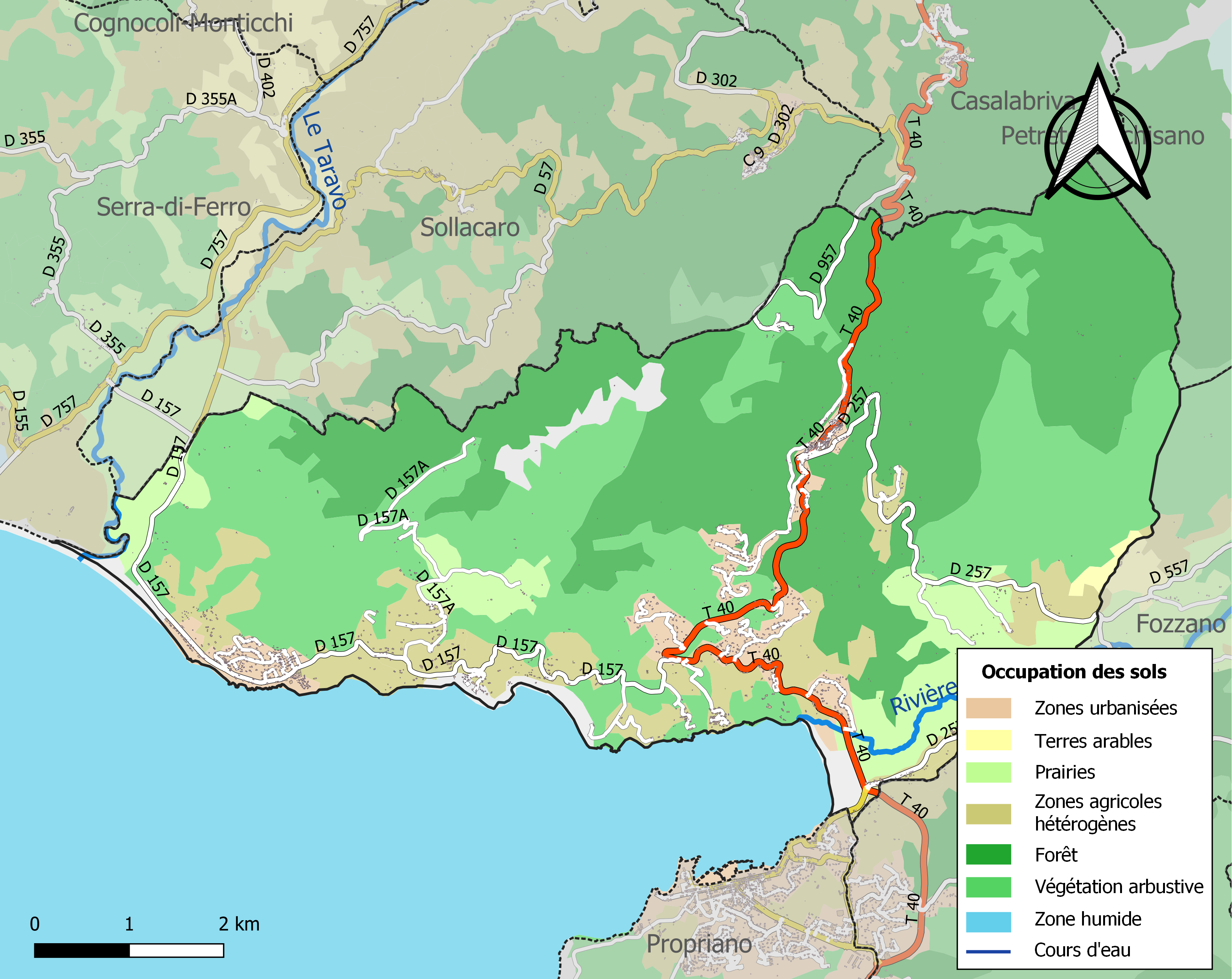
Carte des infrastructures et de l'occupation des sols de la commune en 2018 (CLC).

## Histoire
Le Castellu di Contorba est un habitat datant de l'Age du bronze. 
Olmeto fut aussi la patrie d’Arrigo della Rocca, fils de Guglielmu (mort en 1354), fils d'Arriguccio le fils aîné de Sinucello della Rocca.
C'est probablement à la suite de l'abandon du château de Rocca di Valle que les villages d'Olmeto et de Pianello ont été créés.
Le couvent de capucins a été fondé en octobre 1717 à la demande des habitants d'Olmeto. Il a fait l'objet d'une inscription  sur l'inventaire supplémentaire des monuments historiques par arrêté du 8 mars 1991.
C’est à Olmeto que se trouve la maison où mourut à l'âge de 96 ans Colomba Bartoli, née Carabelli, qui inspira à Prosper Mérimée sa nouvelle Colomba. Le bâtiment se trouve face à la casa cumuna (mairie).
En 1878, l'organiste de la commune, Hector Auguste Charpentier, parcouru la Corse pour faire la promotion de la colonie libre de Port-Breton, en Océanie, avec l'espoir d'y développer une commune de Corses qui y serait rattachée.
Olmeto est rattaché au département  le 1er janvier 1976.

## Toponymie
Le nom corse de la commune est Ulmetu /ulˈmetu/, signifiant ormaie, lieu planté d'ormes.

## Politique et administration

### Liste des maires
| Période                                  | Période   | Identité                 | Étiquette | Qualité                                                                                          |
| ---------------------------------------- | --------- | ------------------------ | --------- | ------------------------------------------------------------------------------------------------ |
| avant 1988                               | ?         | Pierre Mozziconacci      | PS        |                                                                                                  |
| avril 2003                               | mars 2014 | Valère Secondi           | PCF       | Enseignant retraité                                                                              |
| mars 2014                                | en cours  | José-Pierre Mozziconacci | PRG-LREM  | Pharmacien, ancien conseiller général puis départemental, Président de la Communauté de communes |
| Les données manquantes sont à compléter. |           |                          |           |                                                                                                  |

### Budget et fiscalité 2017
En 2017, le budget de la commune était constitué ainsi :
- total des produits de fonctionnement : 1 944 000 €, soit 1 562 € par habitant ;
- total des charges de fonctionnement : 1 381 000 €, soit 1 110 € par habitant ;
- total des ressources d'investissement : 936 000 €, soit 751 € par habitant ;
- total des emplois d'investissement : 782 000 €, soit 628 € par habitant ;
- endettement : 631 000 €, soit 507 € par habitant.

Avec les taux de fiscalité suivants :
- taxe d'habitation : 11,90 % ;
- taxe foncière sur les propriétés bâties : 8,38 % ;
- taxe foncière sur les propriétés non bâties : 44,26 % ;
- taxe additionnelle à la taxe foncière sur les propriétés non bâties : 0,00 % ;
- cotisation foncière des entreprises : 0,00 %.

Chiffres clés Revenus et pauvreté des ménages en 2016 : médiane en 2016 du revenu disponible, par unité de consommation : 20 907 €.

## Population et société

### Démographie

#### Évolution démographique
L'évolution du nombre d'habitants est connue à travers les recensements de la population effectués dans la commune depuis 1800. Pour les communes de moins de 10 000 habitants, une enquête de recensement portant sur toute la population est réalisée tous les cinq ans, les populations de référence des années intermédiaires étant quant à elles estimées par interpolation ou extrapolation. Pour la commune, le premier recensement exhaustif entrant dans le cadre du nouveau dispositif a été réalisé en 2007.

En 2022, la commune comptait 1 265 habitants, en évolution de +3,77 % par rapport à 2016 (Corse-du-Sud : +7,61 %, France hors Mayotte : +2,11 %).
| 1800  | 1806  | 1821  | 1831  | 1836  | 1841  | 1846  | 1851  | 1856  |
| ----- | ----- | ----- | ----- | ----- | ----- | ----- | ----- | ----- |
| 1 588 | 1 892 | 1 438 | 1 379 | 1 968 | 1 986 | 2 040 | 2 087 | 1 813 |

| 1861  | 1866  | 1872  | 1876  | 1881  | 1886  | 1891  | 1896  | 1901  |
| ----- | ----- | ----- | ----- | ----- | ----- | ----- | ----- | ----- |
| 1 831 | 1 717 | 1 740 | 1 647 | 1 877 | 2 136 | 1 755 | 2 068 | 1 614 |

| 1906  | 1911  | 1921  | 1926  | 1931  | 1936  | 1946  | 1954  | 1962 |
| ----- | ----- | ----- | ----- | ----- | ----- | ----- | ----- | ---- |
| 1 710 | 1 908 | 1 866 | 1 916 | 1 902 | 1 947 | 1 455 | 1 297 | 619  |

| 1968 | 1975 | 1982 | 1990  | 1999  | 2006  | 2007  | 2012  | 2017  |
| ---- | ---- | ---- | ----- | ----- | ----- | ----- | ----- | ----- |
| 685  | 730  | 676  | 1 019 | 1 115 | 1 189 | 1 199 | 1 213 | 1 216 |

| 2022  | - | - | - | - | - | - | - | - |
| ----- | - | - | - | - | - | - | - | - |
| 1 265 | - | - | - | - | - | - | - | - |

### Enseignement
Établissements d'enseignements :
- École maternelle,
- École primaire[24],
- Collèges à Propriano, Petreto-Bicchisano, Sartène,
- Lycées à Sartène.

### Activités
- Terrains de tennis Baracci.

### Cultes
- Culte catholique, Ensemble interparoissial de Propriano et Olmeto, Diocèse d'Ajaccio[25].

## Économie

### Entreprises et commerces

#### Agriculture
- AOP « Vin de Corse ou Corse Sartène (blanc, rosé rouge), partie du site Natura 2000 comprise dans les communes d’Olmeto et Sollacaro[26].
- Oliviers[27].

#### Tourisme
- Hôtel de voyageurs[28].
- Capacités d’accueil en période touristiques des communes de Serra di Ferro et d’Olmeto : hôtel[29], campings[30].

#### Commerces et services
- Source thermale Baracci[31],[32],[33].

## Lieux et monuments
Patrimoine religieux :
- Église Santa-Maria-Assunta d'Olmeto[34] et son orgue de 1850[35],[36].
- Un sentier de randonnée part du village et mène à une chapelle nommée le Saint-Esprit[37].
- La chapelle Saint-Roch[38].
- À l'entrée nord, se trouvent les ruines d'un ancien couvent. Le couvent de capucins Saint-Antoine abbé[39].
- L'ancien couvent de religieuses Sainte-Marie, actuellement maison de la famille Galloni d'Istria[40].

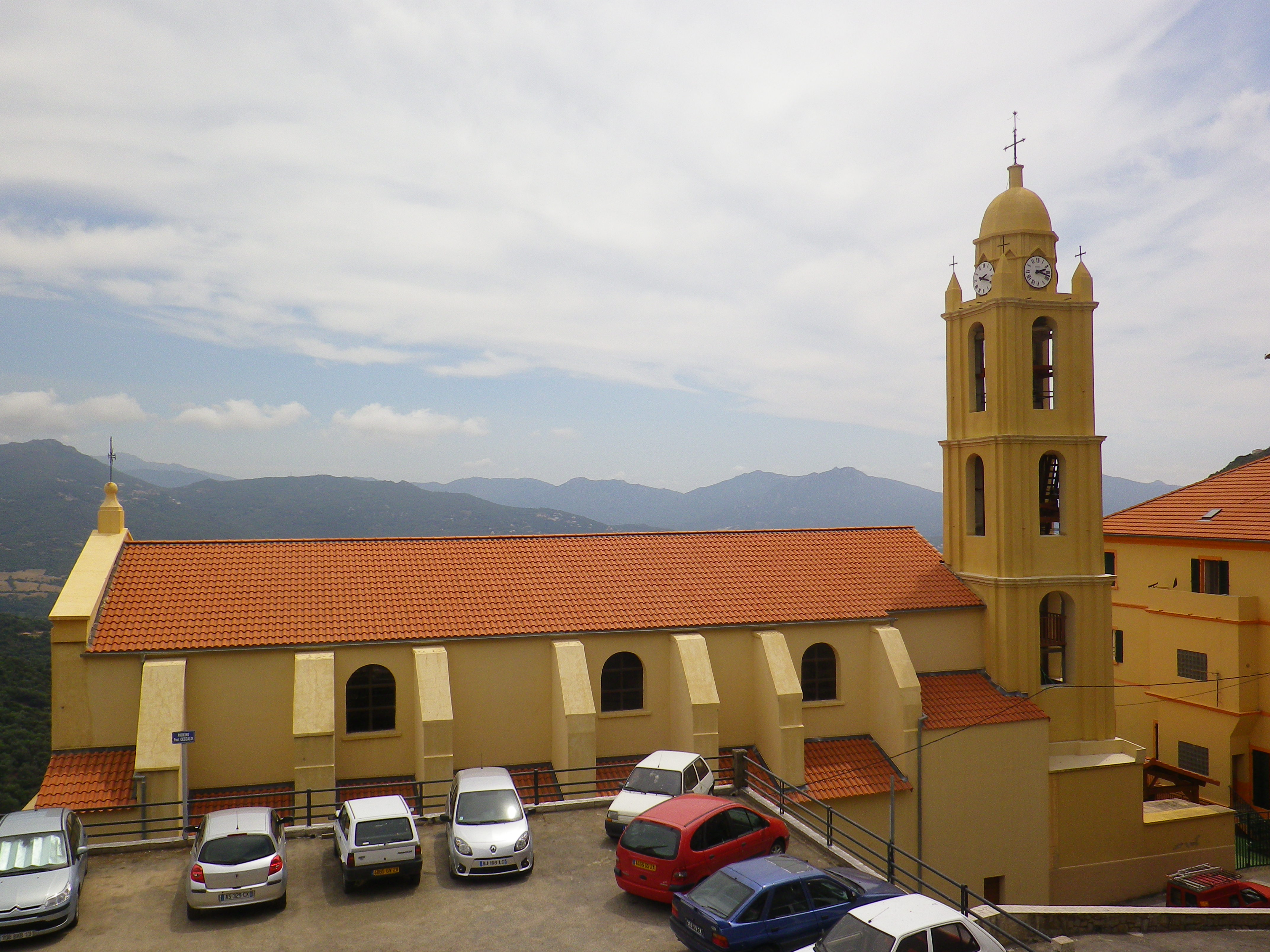
Église Santa-Maria.
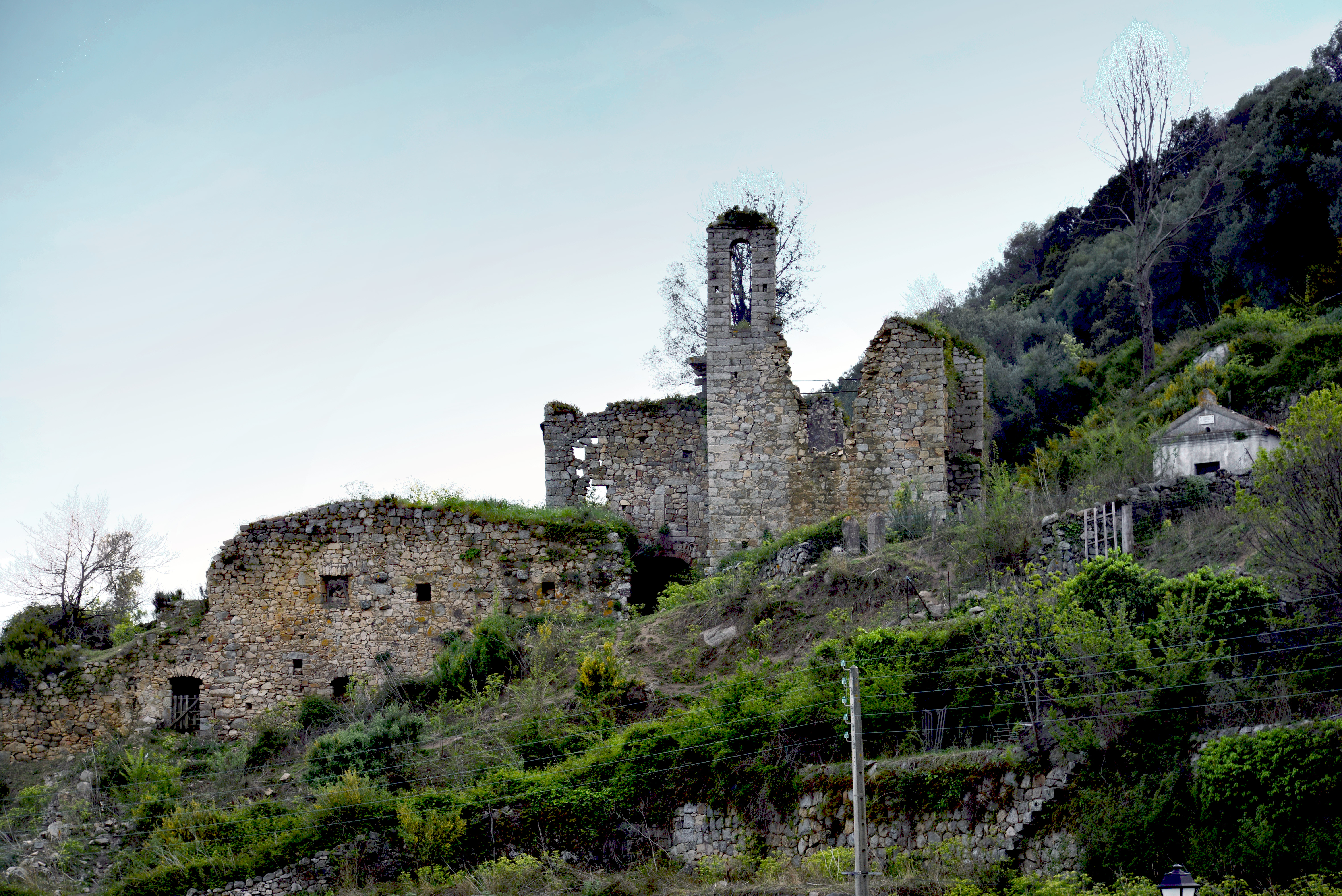
Ruines du couvent Saint-Antoine.
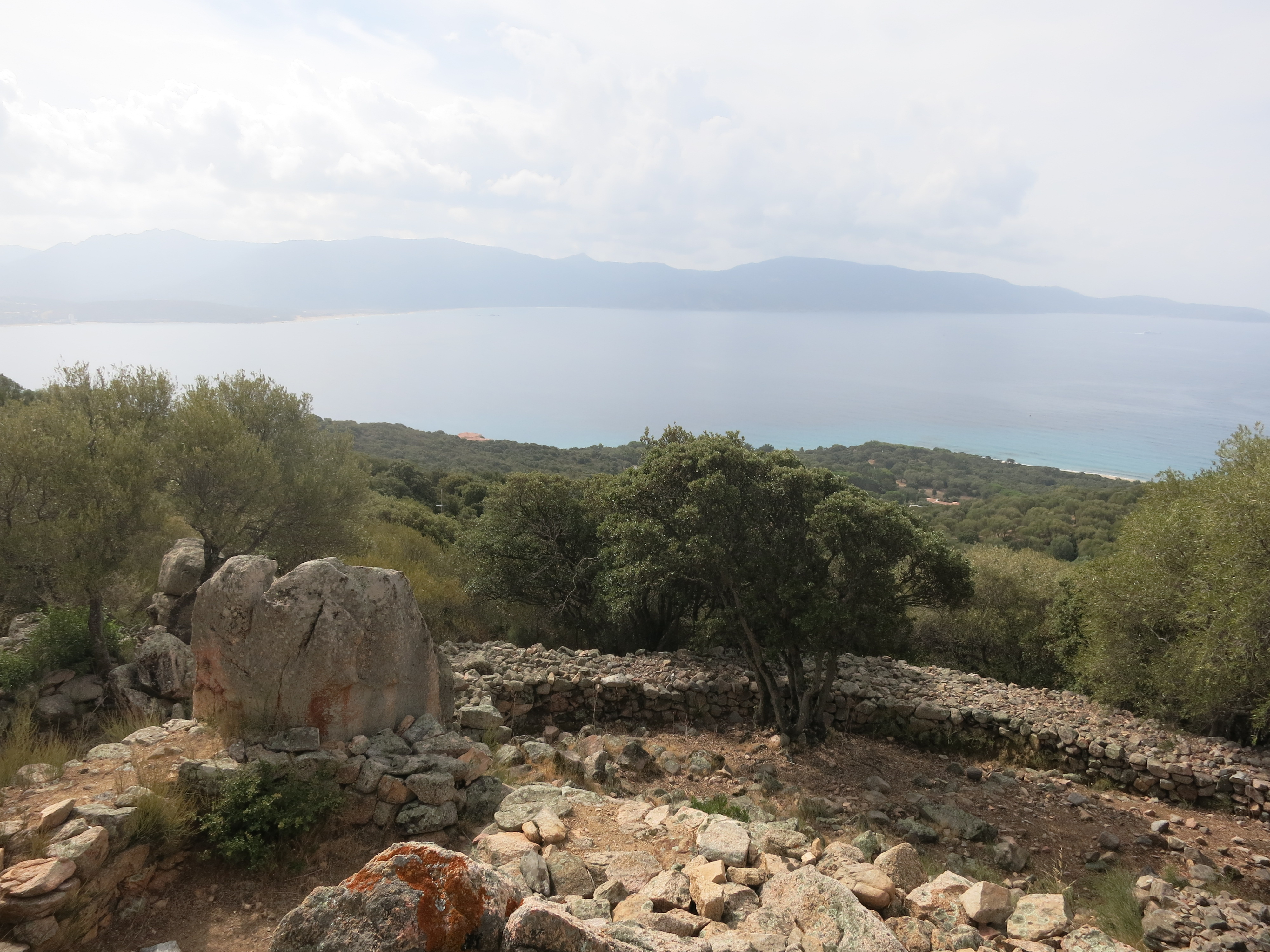
Mur d'enceinte du Castello de Cuntorba.
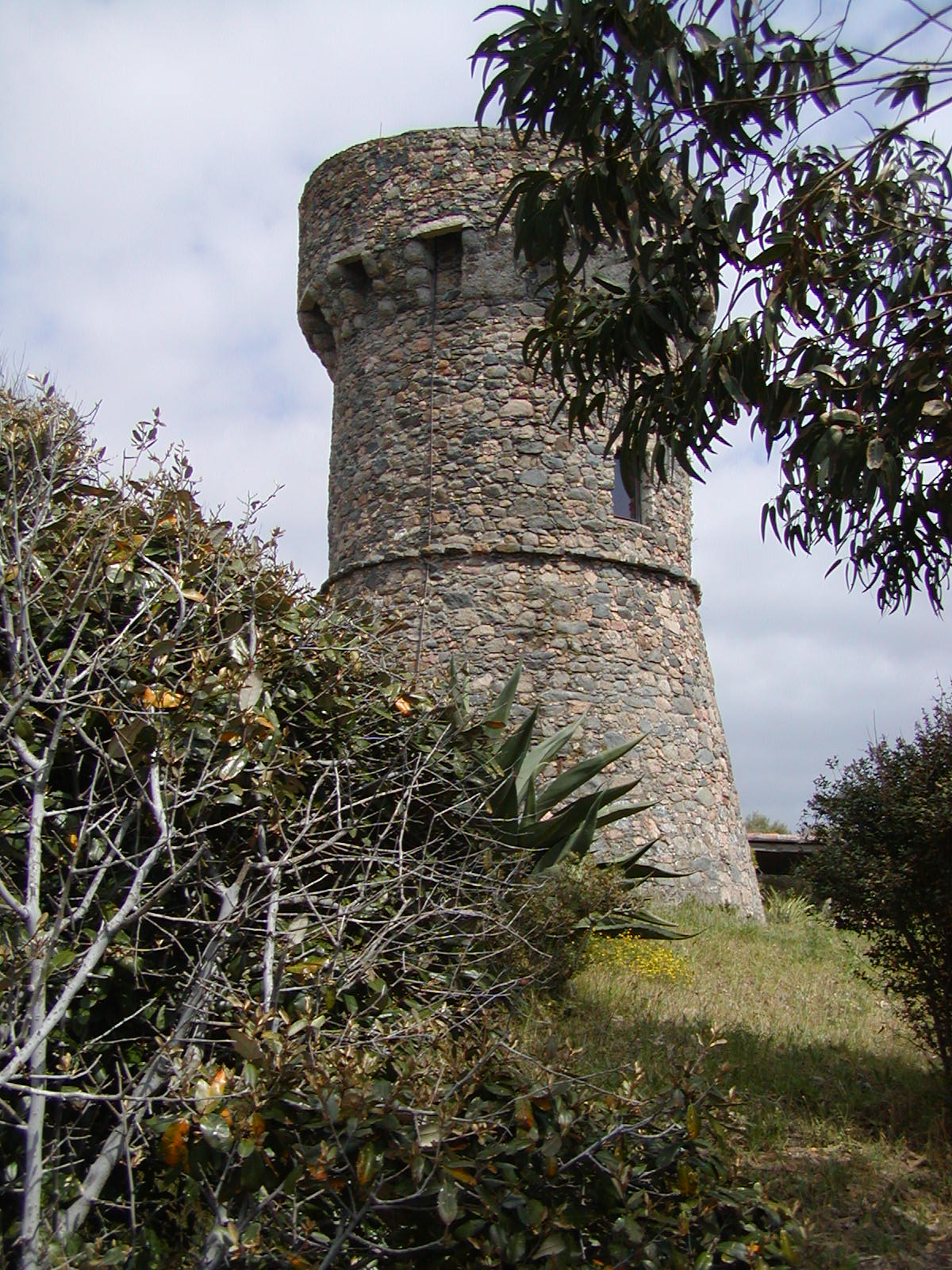
Tour génoise de Calanca.
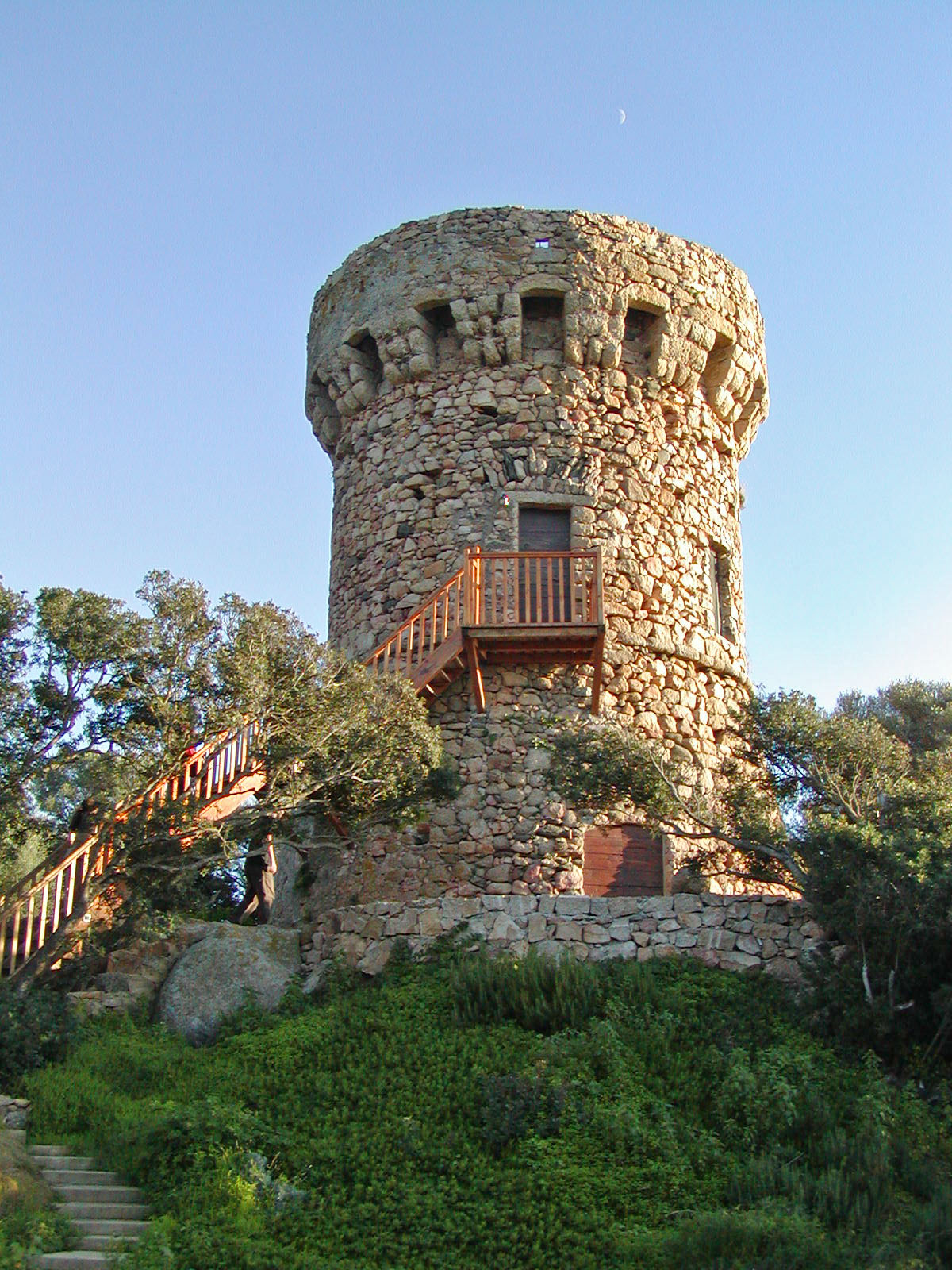
Tour génoise de Micalona.

Autres lieux et patrimoines :
- Le Castellu di Contorba est inscrit au titre des monuments historiques par arrêté du 30 mars 2010[41].
- La statue-menhir de Santa-Naria[42].
- Monument aux morts[43] des guerres 1914-1918 et 1939-1945[44].
- Un poste d'observation dit tour génoise de Calanca[45].
- Un poste d'observation, tour génoise de Micalona[46].
- Un lavoir totalement rénové[47] et datant de 1881, situé à l'entrée du village sur la gauche.
- Un feu rouge mondialement connu[48] sous le nom de Feu rouge d'Olmeto.

## Personnalités liées à la commune
- Giuseppe Maria Balisoni (Olmeto, 1690 ? - Olmeto, apr. 1745)
- Adolphe Dominique Galloni D'Istria (Olmeto, 1808 - Porto, Portugal, 1853)
- Jérôme Galloni d'Istria (Olmeto, 1815 - Olmeto, 1890)
- Candido Pianelli (Olmeto, 1785 - Marseille, 1855)
- Ignazio Pianelli  (Olmeto, 1754 - Ajaccio, 1825)
- Jules Pianelli (Olmeto, 1803 - Ajaccio, 1866)
- Michele Antonu Pianelli (Olmeto, 1747 - Ajaccio, 1833)
- Maria Colomba Tomasi Carabelli Bartoli (Fozzano, 1775 - Olmeto, 1861), inspiratrice du roman de Prosper Mérimée, Colomba
- Hector Auguste Charpentier, organiste, lié au projet de Port-Breton en Océanie
- Félix Emile Clorinde De Pianelli , résistant déporté mort le 22 Avril 1945 à Slassfurt en Allemagne